# 東山ひがし
東山ひがし（ひがしやまひがし）は、石川県金沢市の地区名。重要伝統的建造物群保存地区であり、ひがし茶屋街（ひがしちゃやがい）の名称で知られる。南北約130m、東西約180m、約1.8haで、保存地区内の建築物140のうち約3分の2が伝統的建造物であり、茶屋町創設時から明治初期に建築された茶屋様式の町家が多く残る。金沢の主な観光地の1つになっている。

## 概要
天正8年（1580年）に佐久間盛政が金沢御坊を攻略して金沢城を築城したのち、天正11年（1583年）に前田利家が入城し、金沢城下は城下町として栄える。加賀藩では領民にも謡を奨励して多くの領民が謡を習い、その裾野は大きく広がった。金沢は「空から謡（うたい）が降ってくる」と言われるほどの町になった。
江戸時代、城下町近郊を流れる犀川・浅野川両界隈に多くの茶屋が立ち並んだ。文政3年（1820年）、加賀藩の許可を得、犀川西側に「にし」の茶屋町、浅野川東側に「ひがし」の茶屋町が共に開かれ、大いに賑わった。この際、旧来の不整形な町割は改められ、整形な街区が形成された。浅野川をはさんで北西には、茶屋街の1つである主計町がある。
茶屋町創設時の敷地割をよく残し、全国でも希少な茶屋様式の町屋を多く残しているとし、2001年11月14日、種別「茶屋町」で国の重要伝統的建造物群保存地区として選定された。二番丁にある茶屋「志摩」は、歴史的価値が高いことから2003年12月25日に国の重要文化財に指定され、一般公開されている。
金沢生まれの作家井上雪の小説『廓のおんな』では物語の舞台（旧「愛宕町」）とされ、伝統的な金沢弁で描写されている。

## ギャラリー
- 二番丁（西から東方向を見る）左端は「志摩」
- 二番丁（西から東方向を見る）右手の建物は「懐華楼」
- 二番丁の西端から東方向を見る
- 二番丁（東から西方向を見る）
- 「志摩」の坪庭

## 所在地
石川県金沢市東山1丁目

## 交通
- 城下まち金沢周遊バス、北鉄バスまたは西日本ジェイアールバス「橋場町」バス停下車、徒歩5分[6]。

## 周辺情報
- 主計町
- 橋場町
- 浅野川大橋（国道359号）
- 梅ノ橋
- 石川県観光物産館
- 兼六園
- 金沢城
- 金沢21世紀美術館
- 金沢駅